# Stygobromus baroodyi
Stygobromus baroodyi is een vlokreeftensoort uit de familie van de Crangonyctidae. De wetenschappelijke naam van de soort is voor het eerst geldig gepubliceerd in 1978 door Holsinger.